# Northern Football League (angol labdarúgó-bajnokság)
A Northern Football League Észak-Anglia fél-profi és amatőr labdarúgó együtteseinek részére létrehozott ligája. Az angol labdarúgás kilencedik, illetve tizedik szintjén szerepel. A Football League után a világ második legidősebb bajnoksága.
Legfelsőbb osztálya a Premier Division One, amely alatt a tizedik osztályt képviselő, Division Two helyezkedik el. A divíziók összesen 44 klub részvételét biztosítják a ligában.

## Története

A Northern League piros színnel jelölve

A szervezet 1889-ben alakult és eleinte profi és amatőr csapatok számára is biztosított bajnoki küzdelmeket, azonban egy 1906-ban rendezett ülésen a liga rendszerét átformálták és csak amatőr együttesek vehettek részt a versenysorozatban.
Előbb-utóbb a Northern League nem tudta felvenni a verseny az egyre nagyobb számban megjelenő professzionális csapatokkal, akik a Football League szervezetébe, majd a később alakult Isthmian League, Northern Premier League bajnokságai alatt, a National League irányítása alá kerültek.
1974-ben az Angol labdarúgó-szövetség a Northern League-et Non-League szervezetnek nyilvánította és a mai angol labdarúgó-bajnokságok rendszerében a kilencedik, illetve tizedik osztályt képviselik Cumbria, Durham, Northumberland, North Yorkshire és Tyne and Wear csapatai.

## A bajnokság rendszere
Mindegyik részt vevő két alkalommal mérkőzik meg ellenfelével.
A győztes 3 ponttal lesz gazdagabb, döntetlen esetén 1 pontot kap mindkét csapat, a vereségért nem jár pont.
Division One: 
A bajnokság első helyezettje a következő évben a Northern Premier League D1 North résztvevőjeként szerepelhet.
Az utolsó három helyezett a másodosztály (Division One) sorozatában folytathatja.
Division Two:
Az első három helyezett automatikus résztvevője lesz a NFL első osztályának (Division One), míg az utolsó két helyezett a Northern Alliance Premier Division és a Wearside Football League bajnokságába esnek vissza.

## A liga korábbi elnevezései
- 1889–1897:  Division One
- 1897–1900:  Division One,  Division Two
- 1900–1905:  Division One
- 1905–1906:  Professional,  Amateur
- 1906–1982:  Division One
- 1982–napjainkig:  Division One,  Division Two

## Külső hivatkozások
- Northern League
- RSSSF